# كونستانتين رادو
كونستانتين رادو هو منافس ألعاب قوى روماني، (و. 1912  م).

## وصلات خارجية
- كونستانتين رادو على موقع أوليمبيديا (الإنجليزية)